# Warszewiczia uxpanapensis
Warszewiczia uxpanapensis är en måreväxtart som först beskrevs av David H. Lorence, och fick sitt nu gällande namn av Charlotte M. Taylor. Warszewiczia uxpanapensis ingår i släktet Warszewiczia och familjen måreväxter. IUCN kategoriserar arten globalt som starkt hotad.

## Underarter
Arten delas in i följande underarter:
- W. u. meridionalis
- W. u. uxpanapensis